# 联合分析
联合分析（英語：Conjoint analysis/Conjoint measurement），是多重变量分析主要分析之一，在社会学、生物统计学、数量心理学、市场营销、产品管理、运筹学等领域的统计实证分析应用广泛。它是市场研究中一种基于调查的统计技术，有助于确定人们对构成单个产品或服务的不同属性（特征、功能、益处）的价值取向。
联合分析的目的是确定哪些有限的属性组合对受访者的选择或决策影响最大。 向调查对象展示一组受控的潜在产品或服务，通过分析他们如何在这些产品中做出选择，可以确定构成产品或服务的各个要素的隐含价值。 这些隐含估值（效用或部分价值）可用于创建市场模型，以估算新设计的市场份额、收入甚至盈利能力。
联合分析发源于数学心理学，由宾夕法尼亚大学沃顿商学院市场营销教授保罗-格林（Paul E. Green）提出。其他著名的联合分析先驱有斯坦福大学的 V. "Seenu" Srinivasan 教授和爱荷华大学的 Jordan Louviere 。前者开发了一种针对等级排序数据的线性规划程序以及一种自我解释方法；后者发明并开发了基于选择的联合分析方法以及最佳-最差比例等相关技术。

## 背景
聯合分析早期稱為聯合衡量，是1964年由數理心理學家R.Luce和統計學家J.Tukey提出的。1971年由P. Green和V.Rao引入消費者行為研究領域，成為本研究領域內最重要的研究方法之一。1978年F.Carmone、P. Green和A.Jain等人將聯合衡量改為聯合分析。
在理論發展過程中，應用性的研究佔據了理論發展的主流，伴以漸進的理論性研究。這充分顯示了聯合分析法在現實中的有效性。隨著該方法的廣泛傳播，其應用範圍從市場研究領域延伸到更廣泛的涉及選擇偏好的領域，涵蓋了金融、醫療衛生、農村消費、流通業、會展以及選舉等領域。根據Witt ink調查，在1981～1984年間，聯合分析法應用於商業研究的例子平均達400例。

## 目的
探寻被调查对象对（产品或事件）属性所感知到的重要程度（重要性）。最常使用於新產品設計

## 假设
偏好能在同时发生的对属性的评价中产生——多属性偏好结构模型

## 應用原理
聯合分析有三種主要形式，包括權衡矩陣法、兩兩比較法和全輪廓法，其中又以全輪廓法最為常用。此方法提供給研究的參與者一系列的產品描述，參與者被要求瀏覽所有的描述，做出一系列的評價，對調查結果進行數學方法分析後，就可以導出該類產品的各屬性的效用值。
在市場研究領域，聯合分析之前的所有方法幾乎都會使用重要性比率尺度來度量產品屬性的重要性水平，即都會直接向消費者提問一個產品中他們最重視的屬性。這種方法有幾個嚴重的缺點。
首先，研究的經驗表明，如果不限制條件的話，消費者傾向於認為每個屬性幾乎都是同等重要的。其次，消費決策很大程度上依賴的是整體的判斷。當消費者被要求分離各種屬性並且對各屬性進行量化評價並且描述某個屬性水平的高低將驅使使其購買一個產品而不是另一個產品時，即使是最老練的消費者也將感到無所適從。
在聯合分析中產品被描述成為輪廓，每一個輪廓由能夠描述產品重要特徵的屬性和賦予每個屬性的不同水平的組合構成。消費者在實際購買時並不是基於產品某一屬性而是綜合考慮產品各個屬性及屬性水準而做出購買決策的。因此消費者對某一產品輪廓的評估可以分解成構成這個輪廓多個屬性水準的評估以及不同屬性在決策時所佔的權重。在聯合分析中用分數也叫做效用來描述消費者對某一屬性水準的偏好。聯合分析能夠較好地模擬消費者購買的實際過程，從而客觀、真實地測量消費者對某一產品的偏好及產品不同屬性在購買過程中的重要性。

## 過程
聯合分析涉及四個不同的步驟：確定研究類型、確定相關屬性、指定屬性的等級、設計問卷。

###### 1、確定研究類型
可以設計不同類型的研究：
- 基於排序的聯合分析
- 基於評級的聯合分析
- 基於選擇的聯合分析

###### 2、確定相關屬性
- 與管理決策相關
- 在現實生活中有不同程度的
- 可望影響偏好
- 定義明確、易於傳達
- 最好不要表現出強烈的相關性（價格和品牌除外）
- 至少由兩個層次組成

###### 3、指定屬性的等級
- 明確無誤
- 互相排斥
- 實際的

###### 4、設計問卷
隨著屬性和等級的組合數量的增加，潛在概況的數量也呈指數級增長。因此，部分因子設計通常用於減少要評估的概況數量，同時確保有足夠的數據進行統計分析，從而為受訪者提供一組經過嚴格控制的「概況」。

## 信息收集
在市場營銷中，聯合分析可用於不同的用途，主要有：
- 確定消費者選擇過程中不同屬性的相對重要性。聯合分析可以間接推導出構成產品的所有屬性的相對重要性權重的估計值，這些權重表示哪些屬性對消費者的選擇有重要影響。根據不同屬性水平偏好的相似度進行市場區隔，屬性的效用函數可作為調查對象聚類的依據，以便得到偏好相同的細分市場。
- 估計具有不同屬性水準的品牌的市場佔有率。聯合分析所估算的效用可作為模擬選項的輸入，以便確定不同選項的份額，並由此估算不同品牌的市場份額。
- 確定最受歡迎產品的屬性構成。可以透過屬性等級的調整，改變品牌特徵並估計相應的效用。產生最高效用的品牌特徵代表最受歡迎的品牌的組成。

## 优点
- 可以評估消費者在面對多個屬性時所做的心理權衡
- 可以衡量個人的偏好
- 揭示受訪者自己可能未意識到的真實或隱藏的驅動因素
- 模仿現實的選擇或購物任務
- 能夠使用實物
- 如果設計得當，可以模擬屬性之間的相互作用
- 在應用識別受訪者口味異質性的模型時，可用於開發基於需求的細分

## 缺点
- 設計聯合研究可能很複雜
- 當面對太多的產品功能和產品簡介時，受訪者往往會採取簡化策略
- 難以用於產品定位研究，因為沒有程式可以將對實際功能的感知轉換為對一組精簡的底層功能的感知
- 受訪者無法表達對新類別的態度，或者可能感到被迫思考他們本來不會考慮太多的問題
- 設計不當的研究可能會高估充滿情感的產品功能而低估具體功能
- 不考慮每位受訪者購買的產品數量，但透過受訪者自我報告的購買量或擴展（例如體積聯合分析）對受訪者進行加權可能會彌補這一點